# Ачкасов, Андрей Валентинович
Андрей Валентинович Ачкасов (род. 19 января 1970) — российский лингвист, специалист в области теории, практики и дидактики перевода, доктор филологических наук, профессор.

## Образование
В 1992 году окончил Курский государственный педагогический университет, квалификация «Учитель английского и немецкого языков». В 1992—1996 гг. обучался в аспирантуре философского факультета СПбГУ и в 1996 году в СПбГУ защитил диссертацию на соискание ученой степени кандидата философских наук по специальности 09.00.04 «Эстетика», тема: «Поэтическое и прозаическое в истории эстетической мысли» (научный руководитель — доктор философских наук, профессор М. С. Каган, официальные оппоненты: доктор филос. наук, профессор А. А. Грякалов, кандидат филос. наук, профессор Г. А. Праздников).
В 1995 году обучался в Копенгагенском университете по программе Denmark International Studies.
В 2004 году в Новгородском государственном университете им. Ярослава Мудрого защитил диссертацию на соискание ученой степени доктора филологических наук по специальности 10.01.01 «Русская литература», тема: «Русская переводческая культура 1840—1860-х годов : На материале переводов драматургии У. Шекспира и лирики Г. Гейне».

## Преподавательская и административная работа в высшей школе
Работал в СПбГУ заведующим лабораторией письменного перевода, заместителем директора Института письменного и устного перевода им. А. В. Федорова Факультета филологии и искусств.
В настоящее время работает в Российском государственном педагогическом университете им. А. И. Герцена директором института иностранных языков, профессором кафедры перевода.

## Научная работа
Профессор А. В. Ачкасов является автором более 150 научных, научно- и учебно-методических работ по переводоведению, цифровым технологии в переводе, двуязычнойтерминографии, контрастивной стилистике, межъязыковым аспекты цифровой коммуникации, объективным методам изучения процесса перевода. Индекс Хирша — 8

## Работа в редакционных советах научных изданий
Является членом редакционной коллегии научного журнала «Исследования языка и современное гуманитарное знание».

## Работа в диссертационных советах
- член диссертационного совета Д 212.232.23 при СПбГУ[8];
- член диссертационного совета Д 212.354.09 при СПбГЭУ[9].

## Основные труды

### Монографии
- Гурочкина А. Г., Воронцова Т. И., Щирова И. А., Ачкасов А. В. и др. Язык и текст в антропомерной науке : коллективная монография; Министерство науки и высшего образования Российской Федерации, Российский государственный педагогический университет имени А. И. Герцена. — Санкт-Петербург : Российский государственный педагогический университет им. А. И. Герцена, 2018. — 208 с.

### Научные статьи
- Ачкасов А. В. К вопросу о метаязыке локализации / А. В. Ачкасов // Материалы XLVI Международной научной филологической конференции : Материалы конференции, Санкт-Петербург, 13—22 марта 2017 года. — Санкт-Петербург: Издательство Санкт-Петербургского государственного университета, 2022. — С. 13—15.
- Ачкасов А. В. Нужно ли изучать цифровые формы межъязыковой коммуникации? / А. В. Ачкасов // Язык и культура в эпоху глобализации : сборник научных статей по итогам Второй всероссийской (национальной) научной конференции с международным участием, Санкт-Петербург, 27-28 октября 2022 года / Санкт-Петербургский государственный экономический университет. — Санкт-Петербург: Санкт-Петербургский государственный экономический университет, 2022. — С. 8—13.
- Ачкасов А. В. Диалекты в романах Диккенса и в русских переводах / А. В. Ачкасов // Известия Российского государственного педагогического университета им. А. И. Герцена. — 2022. —№ 204. — С. 241—249.
- Ачкасов А. В. Передача речевых субстандартов в русских переводах середины XX века / А. В. Ачкасов // Филологические науки. Вопросы теории и практики. — 2022. — Т. 15, № 8. — С. 2677—2682.

### Учебники и учебные пособия
- Ачкасов А. В. Основы двуязычной терминографии для переводчиков : Учебное пособие для студентов переводческих отделений магистратуры / А. В. Ачкасов. — Санкт-Петербург : Издательство Санкт-Петербургского государственного университета, 2013. — 89 с.
- Ачкасов А. В. Системы управления терминологией : учебно-методическое пособие / А. В. Ачкасов. — Санкт-Петербург : Издательство Санкт-Петербургского государственного университета, 2011. — 47 с.